# صبرينة لعبود
صبرينة لعبود (من مواليد 17 يونيو 1986) هي لاعبة كرة قدم سابقة لعبت كلاعبة خط وسط. ولدت في فرنسا وكانت عضوًا في المنتخب الوطني الجزائري.

## المسيرة الكروية
لعبت لصالح نادي تولوز ونادي موريه في فرنسا.

## المسيرة الدولية
شاركت مع منتخب الجزائر على المستوى الأول خلال بطولة إفريقيا للسيدات 2014.